# Rosslare Europort
Rosslare Europort (irl. Calafort Ros Láir) – port pasażerski i handlowy w południowo-wschodniej Irlandii. Obsługuje ruch pomiędzy Irlandią a Wielką Brytanią oraz Francją. Operatorem portu jest Iarnród Éireann – narodowy irlandzki przewoźnik kolejowy – dlatego też port jest dobrze skomunikowany z resztą kraju za pośrednictwem stacji kolejowej Rosslare Europort, z której pociągi kursują przez Wexford, Enniscorthy, Gorey, Arklow, Wicklow, Bray do Dublin Connolly.

## Nabrzeża
Port w Rosslare posiada cztery nabrzeża o następujących parametrach:
- O długości 221 m, obsługujące jednostki do 215 m długości, 30 m szerokości i 10 m zanurzenia
- O długości 214 m, obsługujące jednostki do 205 m długości, 28 m szerokości i 9,6 m zanurzenia
- O długości 186 m, obsługujące jednostki do 180 m długości, 30 m szerokości i 10 m zanurzenia
- O długości 148 m, obsługujące jednostki do 130 m długości, 30 m szerokości i 8,9 m zanurzenia

## Połączenia promowe
Z Rosslare odbywają się regularne rejsy w następujących kierunkach: Fishguard, Cherbourg (Stena Line), Pembroke Dock, Cherbourg, Roscoff (Iarnród Éireann), Saint-Nazaire, Gijón (LD Lines).